# Schönherz Qpa

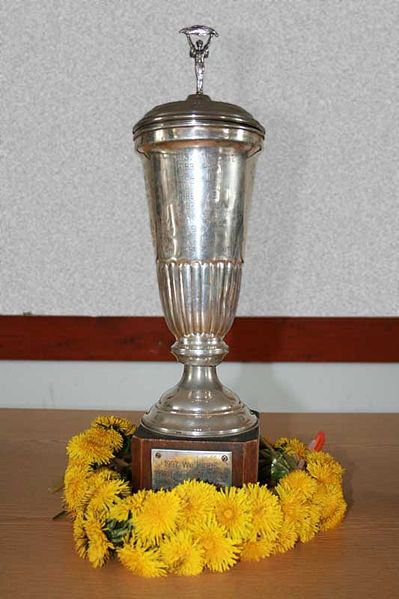
SCH QPA vándorkupa

A  Schönherz Kupa (röviden: SCH QPA) a Budapesti Műszaki és Gazdaságtudományi Egyetem (BME) Villamosmérnöki és Informatikai Karának (VIK) kari napok rendezvénye, melyet 1972 óta évente rendeznek meg.

## Történelem
1972 októberében a budavári Schönherz Kollégium tízéves fennállását ünnepelte. A kollégium vezetése és évfolyamai erre az alkalomra egyhetes ünnepségsorozatot rendeztek. Az utolsó nap délutánjára és estéjére zárórendezvényként az akkori III. E+M. évfolyam egy vidám vetélkedőt álmodott meg. Így született meg a Schönherz (vándor) Kupa gondolata.
Az első Kupa feladatai között logikai és lexikális villámkérdések, KRESZ-teszt, interjúkészítés, zenei és kulturális feladatok, sportversenyek szerepeltek. A Kupa utolsó feladataként minél több lányt kellett hívni a főváros egyetemi kollégiumaiból. A legtöbb hölgyet felvonultató évfolyamnak alapították az első Schönherz Kupa rendezői a Casanova Díjat. A rendezvény „központja” a vári kollégium dísztermében volt, de jó néhány feladat helyszínének Budapest egyéb pontjait tűzték ki.
A Schönherz Kupa alapító okirata szerint a mindenkori győztes jogosult rendezni a következő évi Kupát. Ha a győztes csapat ötödéves, tehát végzős, abban az esetben a második helyezett. (Mivel a kredit rendszer bevezetése óta (1993) az évfolyamok összemosódnak, ezért ez utóbbi szabályt már csak akkor alkalmazzák, ha a pontszám szerinti győztes – bármilyen okból – nem vállalja a következő évi Kupa megrendezését.)

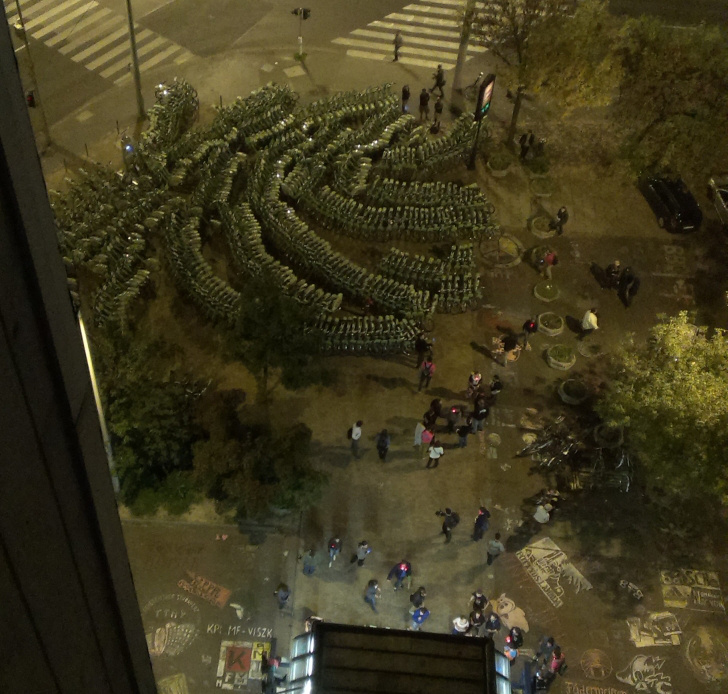
Majdnem 1000 bringa a koli előtt

Az egyestés vetélkedő azóta az ország egyik legnagyobb kollégiumi, kari vetélkedőjévé és egy egész hetes fesztivállá nőtte ki magát. A neve az 1990-es években Kupáról Qpára változott. 2003-tól már nem csak a villanykar, hanem a BME bármelyik karának diákjai elindulhatnak ezen a megmérettetésen, így már a gépészek, a vegyészek és több más kar is képviseltették magukat. 2010-től pedig átment egy egyetemek közti vetélkedőbe, miután megjelenhettek a külsős csapatok, így az ELTE az Elteleportálásch csapattal, a kandósok (Óbudai Egyetem) KIN AllStars néven, avagy a SOTÉs hallgatók a SOTEHALUNK+ bandájukkal.
2014-ben egy össznépi feladat keretein belül a MOL Bubi biciklikölcsönző alkalmazást „tesztelték le” azzal, hogy a kollégium előtti Bubi pontra 1000 bringát terveztek odatekerni. Ez sajnos pár tucat híján nem sikerült, de így is kisebbfajta nevezetességé vált Újbudán, még az önkormányzat is megemlékezett róla a honlapján.

## Kupavédők
| ÉV   | CSAPAT   | ÉV   | CSAPAT                             | ÉV   | CSAPAT              | ÉV   | CSAPAT                        | ÉV   | CSAPAT           | ÉV   | CSAPAT    |
| ---- | -------- | ---- | ---------------------------------- | ---- | ------------------- | ---- | ----------------------------- | ---- | ---------------- | ---- | --------- |
| 1972 | I. E+M   | 1982 | V. HMTE                            | 1992 | USF                 | 2002 | Netuddmi                      | 2012 | Mellékhatásch    | 2022 | Schugár   |
| 1973 | IV. E+M  | 1983 | IIII                               | 1993 | Pereputy            | 2003 | 10G                           | 2013 | UZCSÁP ONE       | 2023 | EŁVONÁSCH |
| 1974 | III. E+M | 1984 | III. E                             | 1994 | We 'kings           | 2004 | KPMMF-VMISZK                  | 2014 | Big Fluffy Bears | 2024 | Chillámák |
| 1975 | II. E+M  | 1985 | II. E                              | 1995 | SCHEXBEERS          | 2005 | 7. Abszint                    | 2015 | VLC              |      |           |
| 1976 | V. E+M   | 1986 | V. E                               | 1996 | We 'kings           | 2006 | hiPPPi                        | 2016 | Törvény§ertésch  |      |           |
| 1977 | III. H+M | 1987 | II. M                              | 1997 | We 'kings           | 2007 | AZÉ ez már Mindennek a Teteje | 2017 | OptionOne        |      |           |
| 1978 | II. H+M  | 1988 | {\displaystyle \sum _{K=I}^{IV}K}μ | 1998 | Tehénke Alapítvány™ | 2008 | Schimán                       | 2018 | Offosch          |      |           |
| 1979 | V. THEM  | 1989 | IV. M                              | 1999 | MI                  | 2009 | taVIKacsa                     | 2019 | Lábosch          |      |           |
| 1980 | IV. H+M  | 1990 | B&H                                | 2000 | Nem kéne            | 2010 | LopóSCHoKK                    | 2020 | -elmaradt-       |      |           |
| 1981 | III. H+M | 1991 | Pereputy                           | 2001 | ЧЕРНОЗЁМ            | 2011 | Buksi, Apa kiszökött!         | 2021 | Eqvivalensch     |      |           |

## Kupák és egyéb díjak
- Schönherz Kupa – űrtartalma 1,1 liter, a győztes csapat őrzi egy évig.[6]
- Elschönherz Kupa – a legmagasabb pontszámot elért elsős csapat díja.
- Casanova Kupa – a Casanova Bálra a legtöbb hölgyet felvonultató csapat kapja.
- Epszilon Kupa – a második helyezett csapat jutalma, ha az első és a második helyezett pontszáma között 2,5%-nál kisebb különbség van.
- Fairplay Kupa – a legsportszerűbben kupázó csapat kapja a Fairplay Kupát, a kupázó csapatok és a rendezőség szavazatai alapján.
- Spot különdíjat nyerte 2012-ben a SzolGÁVá TRécselt OLLó csapat.
- Bőrönd – a Kupa legszínesebb egyéniségének járó díj, egy valódi bőrönd, amelybe minden tulajdonosa valamilyen rá, vagy a csapatára jellemző tárgyat helyez el. Nem kerül minden évben kiosztásra.
- Schörherz Kupa – a "10-es sörváltó" feladat győztesének díja, űrtartalma fél liter.
- Schönherz Kuka – a legszimpatikusabban kupázó csapat kapja a rendezők és a Kuka előző évi tulajdonosainak szavazatai alapján.
- Külschönherz Kupa – a legmagasabb pontszámot elért nem BME-VIK-es csapat díja.
- Gumicum Kupa – aki legalább háromszor egymás után második helyet ér el, köteles új kupát alapítani, viszont kap 99 liter bort.
- SportoSch Kupa – a sportnap győztesének járó díj, 2013-ban került bevezetésre. 2015 óta már nem kerül kiosztásra.
- Végschönherz Kupa – azon egykori rendező, vagy ötödévesnél idősebb csapatok között kiosztott díj, akik vállalják, hogy kiszállnak a többi kupáért folytatott versenyből
- ÖQPA – kiemelkedő környezettudatos tevékenységért

## Legendás feladatok

### Mátrix óriáskijelző

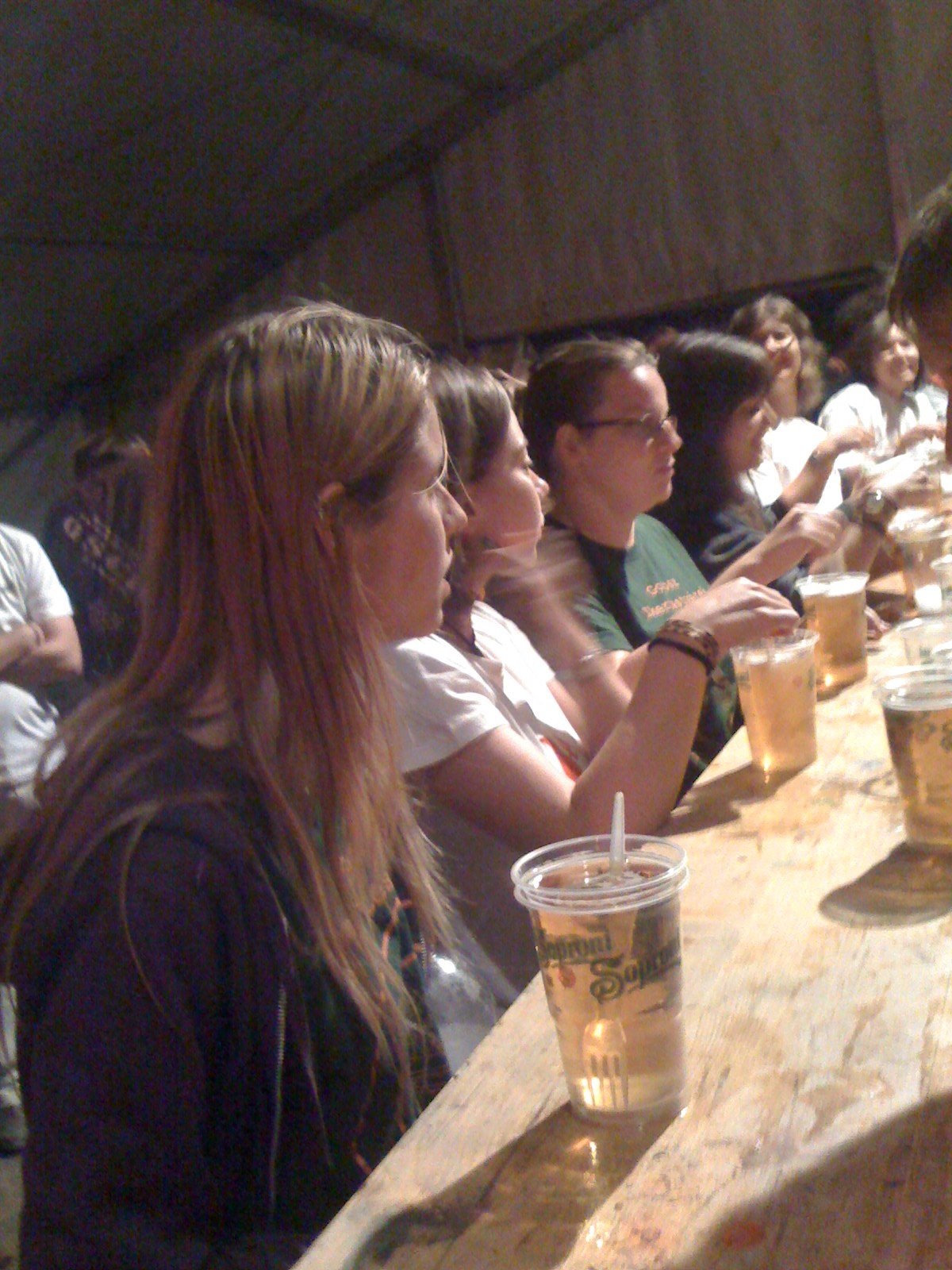
Top10-es lánycsapat készülődik

2003-ban a rendezvénynek otthont adó Schönherz Kollégiumot egy 16x13 pixeles óriáskijelzőként használhatták a versengő csapatok. Az animációkat, illetve a valós időben vezérelt tetrisz játékot az épület ablakainak kivilágításával és elsötétítésével valósította meg az adott évben Qpa rendező Csernozjom (ЧЕРНОЗЁМ) csapat. 2005-ben az animációk lejátszása mellett lehetővé vált szinkronizált zenelejátszás is, a 2008-as fejlesztések eredményeképpen pedig az animációkat már egy harmadik, a lámpák nagyon gyors villogtatásával elért árnyalatot is felhasználva készíthették el a csapatok. 2010-ben újabb fejlesztéseknek köszönhetően az addig használt hagyományos villanykörtéket LED-ekre cserélték. Az ablakokat felosztották 4 pixelre, és a különböző LED-eknek köszönhetően lehetőség nyílt színes animációk bemutatására is.
A Mátrixot hagyományosan a Rákóczi híd budai hídfőjének oldaláról érdemes nézni, mivel a hangosítást is oda szokta telepíteni az ezért felelős AC kör. 2010 és 2012 között a Bogdánfy utcai sporttelepről is meg lehetett figyelni az eseményt.
2023-ban a szervezőknek nem sikerült beszerezni az engedélyt az önkormányzattól, hogy a töltésen meg tudják tartani az eseményt. Ezért abban az évben némán tartották meg az óráskijelzőt. Ebben az évben újdonság volt, hogy a BSS a MOL torony-ból közvetítette élőben a kollégium oldalát.

### 100-as sörváltó

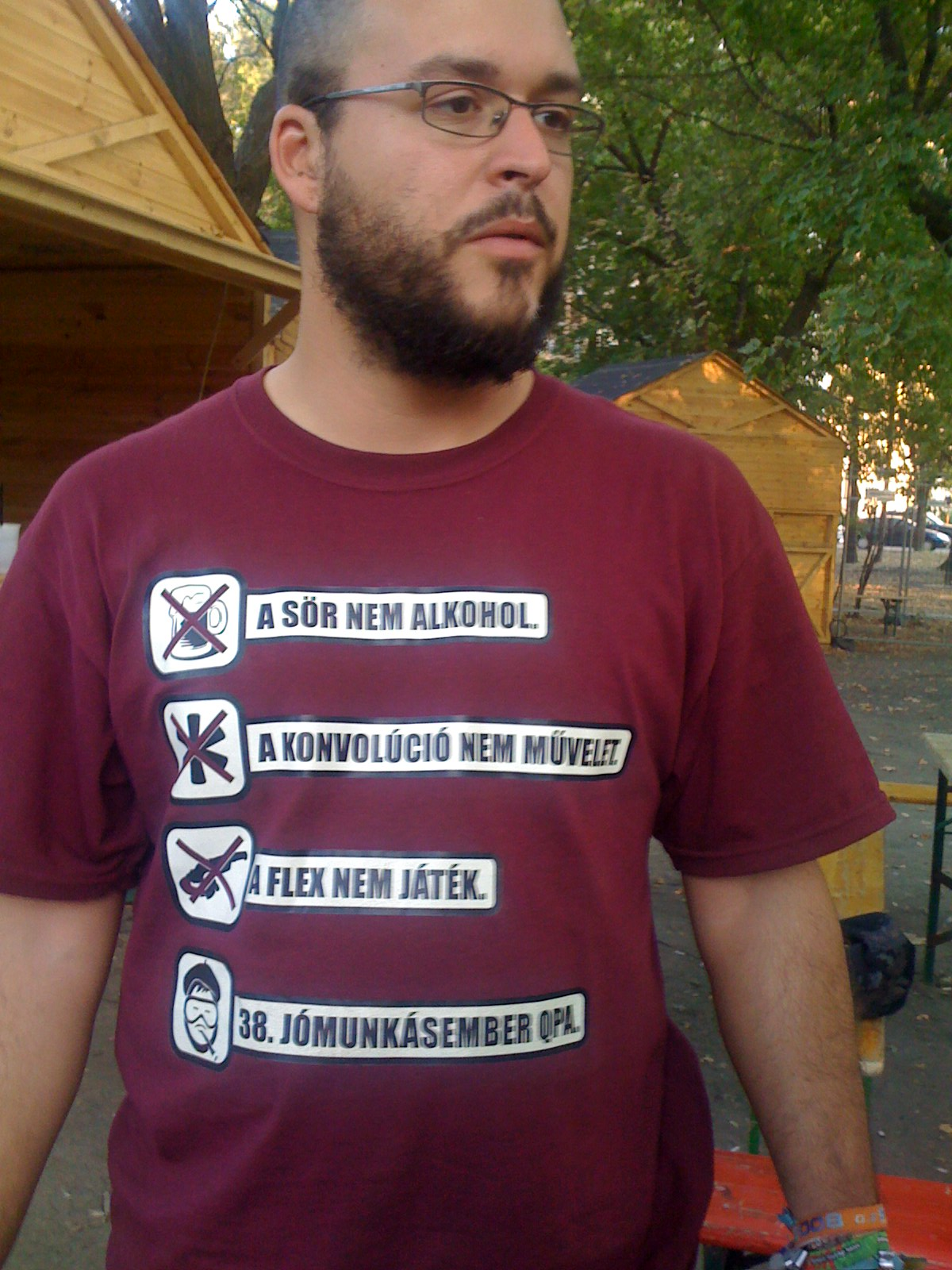
Amikre a 2009-es qpán ügyelni kellett…

Ez az egyik legnagyobb érdeklődésre tartott esemény, amikor 100 ember egymás után megiszik 1-1 korsó sört, és mindezt időre. Minden évben megpróbálják megdönteni az előző évi rekordot. Ez mindig a QPA utolsó napján van, és ide csak azok kerülnek be, akiknek egyéni sörivás-szintidejük a top100-ba kvalifikálja őket. Ezt egy speciális eszközzel mérik századmásodpercre, mert általában 5 másodperc alatt kell gyomorba üríteni a korsó tartalmát, hogy a top100-ba juthass. Aki ezen részt vesz, az ingyen ihat, és hazavihet egy erre alkalomra készült pólót.
2012-ben ez így nézett ki. Többször volt már ennek a nemzetközi verziójában Guinness-rekord döntési kísérlet, ahol csak 4 dl egy korsó hideg és kikeveretlen sörnek kell lenni. Ilyenkor az üres poharat nem az asztalhoz csapjuk, hanem a fejünkre tesszük. 2014-ben mindössze egy(!) másodpercen múlt a világrekord!

### 10-es sörváltó
Ez a csapatok közötti verseny. Minden csapatból lehetőleg a 10 leggyorsabb ivó versenyez egy másik csapat 10-es különítményével. Erre külön vándorkupa alapult, aminek Schörherz QPA a neve. A szabályok szerint a buborékokat ki lehet – és ajánlott – keverni, és a sör hőmérséklete sem mindig jéghideg. Több régi csapat csak emiatt a versenyszám miatt jár vissza qpára évekkel az egyetem elvégzése után is, mert ez mindig dicsőség, hogy az adott évben ki győz.
Bónuszként szokott lenni egy top10 fiúk vs. top10 lányok sörváltó is "just for fun" jeligére.

### Vidéki nap
A gasztronómia napja. Egész nap egy vidéki helyszínre települnek ki a csapatok bográccsal és tüzelővel, és az kapja a legtöbb pontot, aki a zsűri szerint a legfinomabb és/vagy kreatívabb ételt készítette. Emellett még egyéb feladatokban is megmérkőzhetnek egymással a csapatok; itt van például a különleges feles sörváltó, kizárólag csak erős gyomrúaknak.

### Schoszkár-díj
Ez az, ami a neve. Minden csapat elkészítheti élete kisfilmjét, amit egy valódi moziban vetítenek le. A beadásokat a zsűri pontozza, a legkreatívabb alkotások kitörtek már az egyetemi underground szcénából, és az egyetemes magyar mémkultúra részéve váltak. Ilyen például a Schimántól a Székely meg a fia, a Himmeltől a Terézanya csapjad vagy amikor már Nicole Kidman is disznót vág. Volt egy Pí Millió Székely parti is, amikor az ominózus video átlépte a 3,14 millió megtekintést. Ide az egész internet népe meg lett hívva a youtube-on keresztül, sok rajongó eljött a belváros közepére, ahol vicces minifeladatokon bizonyíthatták székelységüket.

### Bejutás

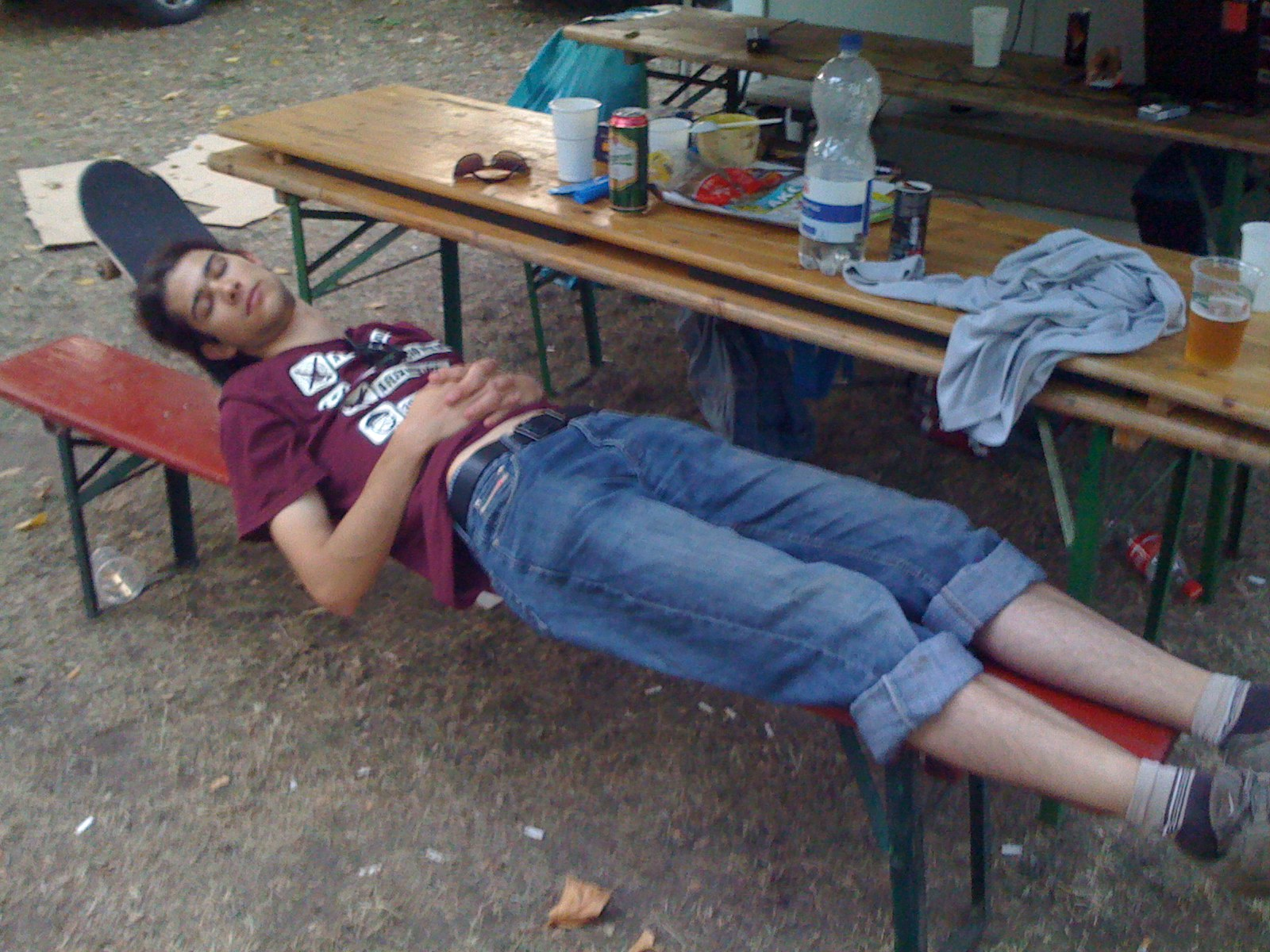
Megfáradt rendező suspend módban

Ez talán az egyik legnehezebb versenyszám, aminek a helyszíne minden évben változik és több is van. A lényeg: néhány óra áll rendelkezésre arra, hogy az adott helyekre egy csapattag bejusson a csapatpólóban, és ott magáról egy szelfit készítsen. Ezeket csak kevés csapat szokta teljesíteni, mert olyan helyszínek vannak megadva, mint pl. a Parlament kupolaterme, Ferihegyi reptér irányítótornya, Nemzeti színház öltözője, Tesco raktár, Hilton elnöki lakosztály, műegyetemi kísérleti atomreaktor.

### Nevezőtúra
Ez a legelső megmérettetés a csapatok között, itt kell benevezni a qpára. Aki ezt nem teljesíti, az nem fog részt venni a qpán. (Kivéve az öreg csapatok, akik csak a Schörherz-qpára gyúrnak) Ez mindig egy hosszabb séta valamelyik erdőben; általában nappal, de volt már éjszakai túra is. 5-8 checkpoint szokott lenni, ahol a rendezők idiótábbnál idiótább feladatait kell végrehajtani, amire megérkeznek az első pontok. A legfontosabb: nem eltévedni – erre egy papírtérkép nyújt támpontot (, de csak azoknak, akik nem eszik meg még a legelején). A több órás túra végén főtt élelem vár mindenkire és szundizni is lehet egy kicsit a fűben a fáradtabb tagoknak.

## Külső hivatkozások
- A Schönherz Qpa hivatalos wiki oldala
- SCH QPA facebook oldal
- Az 50. jubileumi qpáról készült összefoglaló video
- A 2017-es qpáról készült kis riportfilm az M2 Petőfi TV-n
- Schönherz Qpa honlap Archiválva 2019. október 5-i dátummal a Wayback Machine-ben
- Óriáskijelző a Schönherz kollégium falán Archiválva 2007. október 10-i dátummal a Wayback Machine-ben
- MOL Bubi flashmob drón videó és egy mini riportfilm
- A Schimán csapat a Mónika showban teljesíti a médiasztár előfeladatot
- Egy nagyon régi '90-es évekbeli Blaha Lujza téren készült video a strandolás flashmobhoz
- Schönherz Kollégium Archiválva 2005. augusztus 30-i dátummal a Wayback Machine-ben
- Az ABC News hírcsatorna híradása az óriáskijelzőről
- A bíró mérnök leánya, mese az óriáskijelzőn
- Terézanya, a Himmel csapat 2007-es indulója
- Csernozjom Tourist animáció az óriáskijelzőn
- Schimán csapat facebook oldala